# Lee Ji-hye
Lee Ji-hye (11 de enero de 1980) es una cantante y actriz surcoreana.

## Biografía
En septiembre del 2017 se casó con Moon Jea-wan, en junio del 2018 la pareja anunció que estaban esperando a su primera hija Taeri, la cual nació en diciembre del mismo año. En febrero del 2020 anunció que estaban esperando a su segundo bebé, sin embargo en marzo del mismo año, lamentablemente Ji-hye anunció que había perdido al bebé. El 24 de diciembre de 2021, su agencia anunció que había dado a luz a su segunda hija en un hospital de Seúl.

## Carrera
Es miembro de la agencia Sky ENM. Previamente formó parte de la agencia KL Star Entertainment.
Fue integrante del grupo de pop "S#arp". El grupo lanzó seis álbumes antes de su separación en el año 2002, que se atribuye a la pelea entre Lee y su compañera Seo Ji-young. Como solista, ha publicado varios sencillos.
Fue miembro del elenco del show Infinite Girls Season 2.

## Filmografía

### Series de televisión
| Año  | Programa              | Papel         | Canal | Notas         | Ref.  |
| ---- | --------------------- | ------------- | ----- | ------------- | ----- |
| 2012 | Seoyoung, My Daughter |               | KBS2  |               |       |
| 2013 | Your Lady             | Gerente Yang  | SBS   | 120 episodios |       |
| 2025 | ¡Entrenando por amor! | Yoon Bu-young | KBS2  |               | [ 7 ] |

### Programas de televisión
| Año  | Programa               | Notas                                                 |
| ---- | ---------------------- | ----------------------------------------------------- |
| 2016 | I Can See Your Voice 3 | (ep. 3) - miembro del panel de detectives             |
| 2016 | Battle Trip            | 2 episodios (ep. #25-26) - participó con Seo In Young |

## Discografía

### S#arp
- the s#arp (1998)
- the s#arp +2 (1999)
- The Four Letter Word Love (2000)
- 4ever Feel So Good (2001)
- Flat Album (2001)
- StYlE (2002)